# NGC 644
NGC 644 je galaksija u zviježđu Feniks.

## Vanjske poveznice
- SEDS: NGC 0644